# Василій (Царевський)

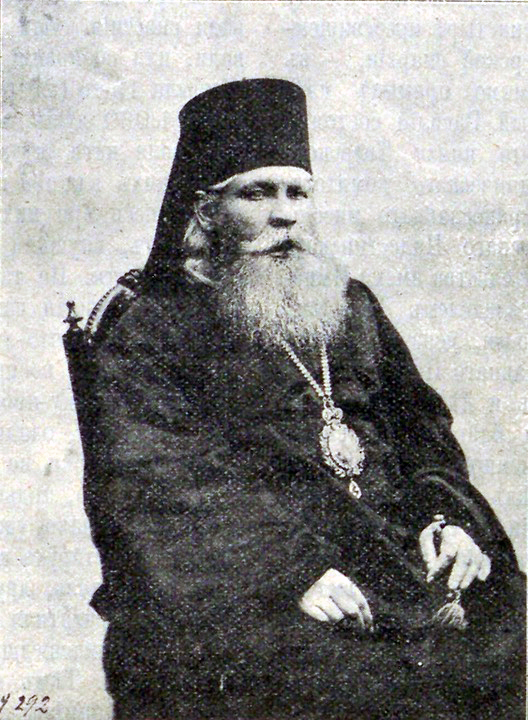

Єпископ Василій (в миру Олександр Олександрович Царевський; 1848 — † 27 листопада 1902) — єпископ Російської православної церкви, єпископ Старицький, вікарій Тверської єпархії. Ректор Київської духовної семінарії (1899—1900).

## Життєпис
Народився в Казанській єпархії.
Закінчив Тамбовську духовну семінарію.
1872 — закінчив Казанську Духовну Академію зі ступенем кандидата богослов'я та призначений викладачем до Самарської духовної семінарії.
1873 — викладач Казанської духовної семінарії.
1898 — затверджений у ступені магістра богослов'я, 2 грудня призначений ректором Тверської духовної семінарії.
1899 — пострижений в чернецтво.
13 січня рукопокладений в ієромонаха і зведений в сан архімандрита.
5 грудня 1899 — переміщений ректором до Київської духовної семінарії.
13 січня 1900 — через хворобу звільнений від ректорства і призначений управителем Тверським Успенським Отрочим монастирем.
30 квітня 1900 — у Твері хіротонія в єпископа Старицького, вікарія Тверської єпархії.
Помер 27 листопада 1902.